# Piherarh
Piherarh (ou Pisaras) est une île de l'atoll de Namonuito et une municipalité du district d'Oksoritod, dans l'État de Chuuk, un des États fédérés de Micronésie.
Situé dans la partie méridionale de l'atoll, il comprend notamment l'îlot Wabonoru, l'île Pisaras, l'île Pielimal et l'îlot Weltot. Il compte 325 habitants sur une superficie de 0,80 km2.